# 75. Sinfonie (Haydn)
Die Sinfonie D-Dur Hoboken-Verzeichnis I:75 komponierte Joseph Haydn vermutlich im Jahr 1779.

## Allgemeines

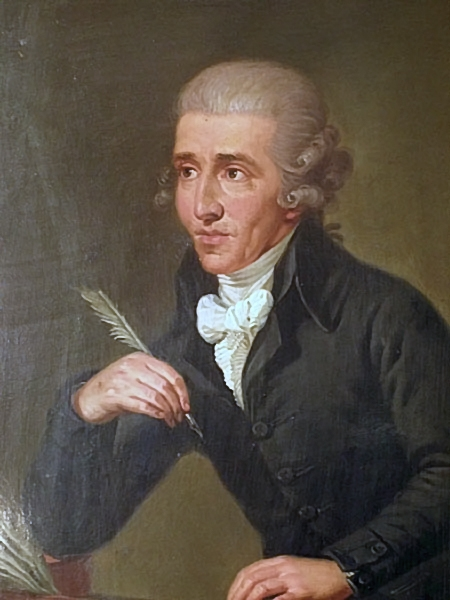
Joseph Haydn (Gemälde von Ludwig Guttenbrunn, um 1770)

Die Sinfonie Nr. 75 komponierte Haydn vermutlich im Jahr 1779 während seiner Anstellung als Kapellmeister beim Fürsten Nikolaus I. Esterházy.
Die Stimmen der Sinfonie sind Anfang der 1780er Jahre bei verschiedenen Verlegern erschienen, u. a. zusammen mit den Sinfonien Nr. 62, 63, 70, 74 und 75 beim Berliner Verleger Hummel 1781 als „Oeuvre XVIII“. Möglicherweise komponierte Haydn zumindest einige diese Sinfonien auf Drängen Hummels oder aus eigenem Marketinginteresse, um die für eine solche Serie übliche Zahl von sechs Sinfonien zu erreichen.
Wolfgang Amadeus Mozart notierte die Anfänge der ersten Sätze der Sinfonien Nr. 47, Nr. 62 und 75, möglicherweise in der Absicht, sie bei einem seiner Konzerte aufzuführen.
Über eine Aufführung der Sinfonie 1792 in London (siehe bei den Londoner Sinfonien) schreibt Haydn in sein Tagebuch zum zweiten Satz:

„Den 26.Mertz im Concert bey Mr. Barthelemon war ein Englischer Pop, der als Er das Andante hörte, in die tiefste Melancolia versunken, weil ihm nachts vorher von diesem Andante träumte, mit dem Beysatz, dass dieses Stück ihm den Tod ankündige. Er verliess augenblicklich die gesellschaft und gieng zu beth. Heute den 25th.April erfuhr ich durch H. Barthelemon, das dieser Evangelische geistlich gestorben sey.“

## Zur Musik
Besetzung:  Querflöte, zwei Oboen, Fagott, zwei Hörner, zwei Trompeten, Pauke, zwei Violinen, Viola, Cello, Kontrabass. Über die Beteiligung eines Cembalo-Continuos in Haydns Sinfonien bestehen unterschiedliche Auffassungen.
Das Autograph ist nicht mehr vorhanden. In einigen alten Abschriften und Druckausgaben fehlen Trompeten und Pauken (so bspw. im Stimmenmaterial der Esterházy-Kapelle), im Druck des Verlegers Hummel (siehe oben) sind sie dagegen enthalten. Möglicherweise wurden sie später von Haydn hinzugefügt. Anthony Hodgson bringt das Fehlen der Pauken mit dem Brand des Opernhauses in Esterháza 1779 in Zusammenhang.
Aufführungszeit:  ca. 20 bis 25 Minuten (je nach Einhalten der vorgeschriebenen Wiederholungen).
Bei den hier benutzten Begriffen der Sonatensatzform ist zu berücksichtigen, dass dieses Schema in der ersten Hälfte des 19. Jahrhunderts entworfen wurde (siehe dort) und von daher nur mit Einschränkungen auf die Sinfonie Nr. 75 übertragen werden kann. – Die hier vorgenommene Beschreibung und Gliederung der Sätze ist als Vorschlag zu verstehen. Je nach Standpunkt sind auch andere Abgrenzungen und Deutungen möglich.

### Erster Satz: Grave – Presto
Grave: D-Dur, 3/4-Takte, Takt 1 bis 23
Die Sinfonie ist das einzige Instrumentalwerk, wo Haydn für die Einleitung die Tempobezeichnung „Grave“ vorschreibt, ansonsten verwendet er „Adagio“, gelegentlich „Largo“. Die Einleitung beginnt in den Streichern als Unisono-D im Fortissimo, an das sich piano eine aufsteigende Dreiklangsfigur anschließt, die auf der Dominante A „offen“ endet. Nach der entsprechenden, mit Seufzermotiven erweiterten „Antwort“, die zur Tonika D-Dur führt, bringt Haydn das Motiv ein drittes Mal als Variante im kontrastierenden d-Moll – Fortissimo des ganzen Orchesters. Über dem Orgelpunkt auf A klingt die Einleitung mit schleppender Chromatik aus.
Presto: D-Dur, 4/4-Takt, Takt 24 bis 162 Takte

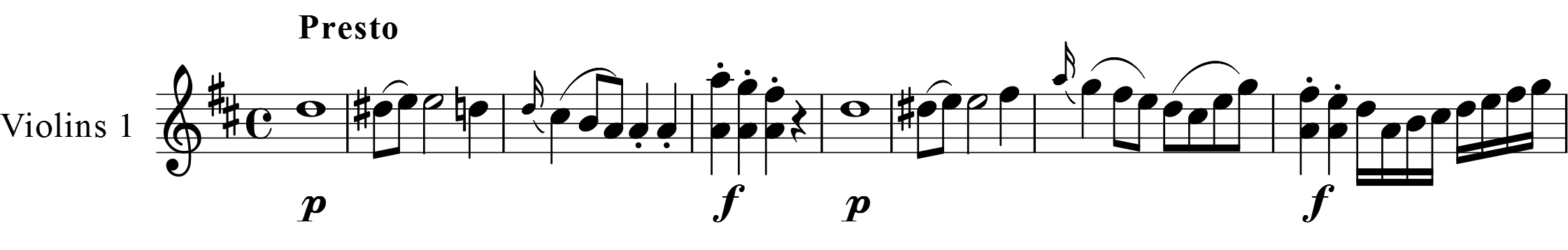
Beginn des Presto

Ähnlich zum Beginn des Grave, besteht das erste Thema des Presto aus zwei kontrastierenden Elementen: Hauptbausteine sind die dreitaktige, sangliche Piano-Wendung der Streicher (Motiv 1) und drei absteigende Viertel-Akkordschläge im Staccato des ganzen Orchesters im Forte (Motiv 2). Der Anfang von Motiv 1 erinnert mit der Tonfolge D-Dis-E an den Anfang der Ouvertüre von Wolfgang Amadeus Mozarts Oper Don Giovanni. Diese Motive bilden zusammen eine viertaktige Phrase, die durch Wiederholung zum achttaktigen Thema ausgebaut ist. Am Ende des Themas werden die Forte-Akkordschläge mit virtuos aufsteigenden Sechzehntelläufen (Motiv 3) kombiniert, und mit weiteren Akkordschlägen wechselt Haydn zur Dominante A-Dur. Ab Takt 38 wird die zweite Phrase vom ersten Thema in D-Dur als Variante vom ganzen Orchester wiederholt, der anschließende Forte-Block wechselt mit charakteristischen Tonrepetitions-Triolen wiederum nach A-Dur.
Das kurze zweite Thema in den Streichern (Takt 50 bis 55, A-Dur) wird von Vorschlagsflokseln der 1. Violine eingeleitet und ist durch zwei Synkopen sowie etwas Chromatik gekennzeichnet. Durch den eher ruhigen Charakter kontrastiert es stark zum bisherigen und auch anschließenden, lärmend-stürmischen Geschehen: Die Schlussgruppe enthält Tremolo sowie energische Achtelbewegungen und beendet die Exposition nach einer Kadenzfigur mit Triller durch Akkordschläge, wobei die 2. Violine die Sechzehntelläufe von Motiv 3 aufgreift.
Die Durchführung verarbeitet zunächst mit dynamischen Kontrasten das erste Thema, das nach h-Moll, e-Moll und a-Moll geführt wird (bei Motiv 2 sind die Akkordschläge jetzt aufwärts statt abwärts). Beim Auftritt in h-Moll werden beide Motive des Themas miteinander kombiniert, und nach ein paar Takten aus Motiv 2 mit seinen drei Staccato-Vierteln wird das Thema nochmals forte in E-Dur herausgestellt. Von E-Dur aus folgt nun eine Forte-Passage mit energisch fortlaufender Achtelbewegung, die in Takt 103 wiederum h-Moll erreicht. In der anschließenden Akzent-Passage erinnern die Vorschlagsfloskeln der 1. Violine an den Beginn des zweiten Themas. Haydn verarbeitet dann im mehrstimmigen Piano-Einsatz nochmals die Elemente des ersten Themas und wechselt dabei von h-Moll zurück zur Tonika D-Dur, mit der in Takt 120 sich nahtlos die Reprise anschließt.

„Haydn hat hier allem Anschein nach höchst kunstvoll eine Durchführung geschaffen, die – den Regeln entsprechend - das thematische Material des Hauptthemas verarbeitet, jedoch zugleich im schwermütigen Grundcharakter der Einleitung des Satzes; eine fantastische Kombination!“

Die Reprise wirkt zunächst stark verkürzt: Das erste Thema wird in der Variante entsprechend Takt 38 ff. gespielt und geht dann in die energisch-fortlaufende Achtelbewegung über, die mit Tremolo und Trompetenfanfare den Satz in Takt 134 in D-Dur zu beenden scheint. Anstelle des ausgelassenen zweiten Themas fügt Haydn nun eine weitere Verarbeitungspassage mit dem ersten Thema ein, indem die Streicher zunächst piano Motiv 1 versetzt spielen, dann – mit Wechsel zum Forte und Beteiligung des übrigen Orchesters – den Sechzehntellauf von Motiv 3 einbeziehen.  Die verbleibende Schlussgruppe ist ähnlich wie in der Exposition strukturiert, enthält aber noch eine zusätzliche Trompetenfanfare. Exposition sowie Durchführung und Reprise werden wiederholt.

### Zweiter Satz: Poco Adagio
G-Dur, 3/4-Takt, 96 Takte
Der Satz ist aus einem Thema mit vier Variationen aufgebaut. Im Verlaufe der Variationen nimmt die rhythmische Beschleunigung durch Verkleinerung der Notenwerte zu, andererseits ist die „Entfernung“ vom Thema in der ersten Variation am größten und in der letzten am geringsten, da die melodische Kontur des Themas immer deutlicher wird.

„Während also der Satz zu Beginn mit 3 Noten pro Takt auskommt, hat an seinem Ende die 2. Violine immerhin 18 Töne in jedem Takt zu spielen – und dennoch geht der ruhige Charakter des Satzes nicht verloren!“

Das hymnen- bis – choralartige Thema wird in den Streichern piano vorgestellt. Es ist dreiteilig mit nach dem Muster A-B-A´ strukturiert, wobei der A-Teil sowie B mit A´ wiederholt werden (so auch bei den folgenden Variationen). Der kurze B-Mittelteil weist eine anfängliche Molltrübung auf.
- Die erste Variation (Takt 19 bis 36) für Streicher figuriert das Thema in der stimmführenden 1. Violine.
- Die zweite Variation (Takt 37 bis 54) enthält zu Beginn des A-Teils und im B-Teil Forte-Bläserfanfaren, die übrigen Passagen werden von den Streichern piano mit beiden stimmführenden Violinen im Staccato bestritten.
- Die dritte Variation (Takt 55 bis 72) ist wiederum für Streicher gehalten, Haydn schreibt jedoch zusätzlich zwei Solo-Violinen und ein Solo-Cello vor. Die Stimmführung liegt bei den Solo-Violinen, das Solo-Cello fällt mit der durchlaufenden Sechzehntelbewegung auf, während die übrigen Streicher begleiten.
- In der vierten Variation (Takt 73 bis 90) sind die Bläser mit stimmführend, während nun die 2. Violine eine durchlaufende Bewegung in Sextolen spielt.

Die abschließende Coda beendet den Satz in der Klangfarbe der vierten Variation im Pianissimo.
Das Poco Adagio ist eines der ersten Beispiele für den Typus des langsamen Satzes mit hymenartiger Melodie, die Haydn später z. B. auch in den Sinfonien Nr. 87, Nr. 98 (wie dort mit Ähnlichkeit zur britischen Hymne „God save the Queen“) und Nr. 99 verwendete.

### Dritter Satz: Menuetto. Allegretto
D-Dur, 3/4-Takt, mit Trio 48 Takte
Das Menuett ist im Charakter eines Ländlers gehalten. Das Thema mit symmetrischer Struktur aus zwei Viertaktern ist durch seinen Auftakt, die Vorschlagsfloksel und die pausendurchsetzen Staccato-Achtel gekennzeichnet. Der Mittelteil (A-Dur) für Flöte und Streicher weitet die Achtelfigur vom Ende der ersten Themenhälfte zum Legato-Motiv aus, greift dann auf die pausendurchsetzten Staccato-Achtel zurück und leitet schließlich im Forte und Unisono legato zum Wiederaufgreifen des ersten Teils über.
Im Trio (ebenfalls D-Dur) sind Flöte und Solo-Violine über der Streicherbegleitung (1. Violine: durchlaufende Staccato-Achtel, übrige: Pizzicato-Akkorde) in hoher Lage stimmführend. Die tänzerische Melodie enthält charakteristische Auftakte mit Akzent.

„Besonders das Trio des Menuetts nimmt bereits die deutschen Tänze Beethovens – und mehr noch jene Schuberts vorweg. Es entspricht dabei ganz den Inhalten eines Tanzes, wie er am Fürstenhof sicher in großer Zahl bei den verschiedenen Festlichkeiten auch getanzt worden sein wird.“

### Vierter Satz: Finale. Vivace
D-Dur, 2/2-Takt (alla breve), 166 Takte

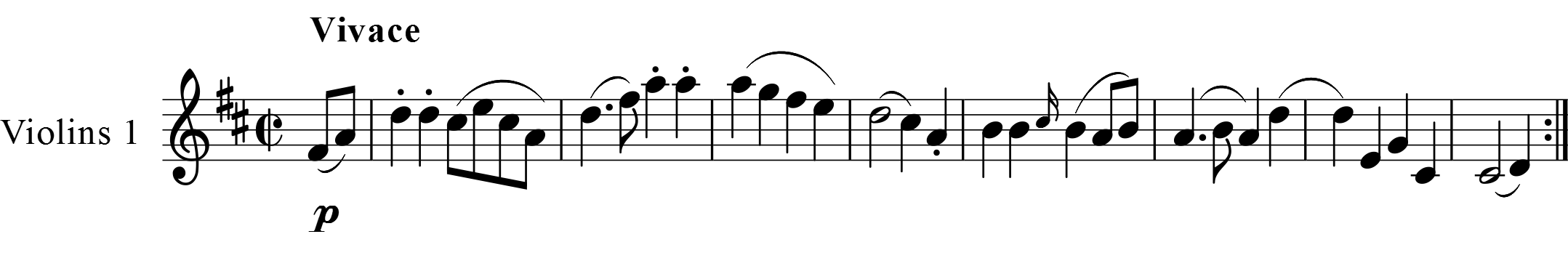
A-Teil des Refrains

Das Vivace wird teils als (freie) Rondoform, teils als Variationssatz angesehen.
- Die Streicher stellen den ohrwurmartigen[11] Refrain (Takt 1 bis 26) vor, der nach dem Muster A-B-A aufgebaut ist (A sowie B-A werden wiederholt). Der A-Teil ist achttaktig, der auf Material vom A-Teil basierende B-Teil zehntaktig. Typisch ist der Auftakt, die Legato-Achtelfigur (Takt 2), zweifache Tonrepetition im Staccato (Takt 1 und 3) und die fallende Legato-Linie (Takt 4).
- Das Couplet 1 (Takt 27 bis 50, A-B-A´-Struktur ähnlich zum Refrain) kontrastiert durch die Tonart d-Moll und den Forte-Einsatz des ganzen Orchesters zum Refrain. Der Abschnitt verarbeitet die Achtelfloksel vom B-Teil des Refrains in den Unterstimmen sowie die Staccato-Tonrepetition in Ober- und Mittelstimmen.
- Erste variierte Wiederholung des Refrains (Takt 51 bis 70): A-Teil wie am Satzbeginn, erweiterter B-Teil mit Solo-Einlage der Oboen, Wiederholung des A-Teils im Forte vom ganzen Orchester, die zweite Hälfte des Refrains mit zusätzlicher, in halben Noten fallender Gegenstimme zur stimmführenden 1. Violine. Diese zweite Hälfte wird als Überleitungspassage zum Couplet 2 piano mit stimmführender 2. Violine wiederholt.
- Das Couplet 2 (Takt 84 bis 100) wechselt im Fortissimo ausgehend von h-Moll mit energisch wiederholten, pendelnden Intervallfiguren zum A-Dur – Septakkord, der – pianissimo wiederholt und von Generalpausen unterbrochen – den nächsten Auftritt des Refrains in D-Dur ankündigt.
- Zweite variierte Wiederholung des Refrains (Takt 101 bis 137): A-Teil wie am Satzanfang, aber mit Oboenbeteiligung, erweiterter B-Teil nur für solistische Bläser. Vor Wiederholung des A-Teils gerät die Musik ins Stocken. Der wiederholte A-Teil wird in seiner ersten Hälfte im Forte vom ganzen Orchester gespielt (wie ab Takt 70), die zweite Hälfte mit der Gegenstimme ist ins Piano zurückgenommen (wie in der Überleitung zum Couplet 2).
- Die Coda greift zunächst die Passage aus der Überleitung entsprechend Takt 70 ff. mit dem Fragment vom Refrain (zunächst piano in 1. Violine, dann forte in 2. Violine und Bass) und der fallenden Gegenstimme auf. Dann gerät die Musik erneut ins Stocken. Mit dem wiederholten Kopf des Refrains (zunächst piano, dann fortissimo) beendet Haydn den Satz.